# Prywatne piekło
Prywatne piekło – amerykański thriller z 1997 roku na podstawie powieści Russella Banksa.

## Główne role
- Nick Nolte - Wade Whitehouse
- James Coburn - Glen Whitehouse
- Willem Dafoe - Rolfe Whitehouse
- Sissy Spacek - Margie 'Marge' Fogg
- Brawley Nolte - Młody Wade Whitehouse
- Jim True-Frost - Jack Hewitt
- Mary Beth Hurt - Lillian
- Brigid Tierney - Jill Whitehouse

## Fabuła
Wade Whitehouse jest szeryfem w małym miasteczku w Nowej Anglii. Nie utrzymuje kontaktów z rodziną, poza bratem Rolfem. Jego ojciec był alkoholikiem. Wade rozwiódł się z żoną, od czasu do czasu widuje się ze swoją córką Jill. Dla Wade'a sposobem na problemy są narkotyki i alkohol. To prowadzi do tragedii.